# Holbæk Sygehus
Holbæk Sygehus er et af fire sygehuse i Region Sjælland, som har en akutafdeling, der er specialiseret i hurtig behandling af akut opstående sygdomme.

## Specialer
Sygehuset tilbyder desuden behandlinger inden for:
- Kirurgi (sygdomme i mave og tarm, galdesten, brok, hæmorider, blindtarmsbetændelse og tarmslyng). Desuden tilbydes ambulante kikkertundersøgelser.
- Ortopædkirurgi (alle typer knoglebrud, udskiftning af hofte- og skulderled, amputationer samt udskiftning af allerede indsatte hofteproteser).
- Medicinske sygdomme (sygdomme i hjerte, mave, tarm, lever, lunge, nyre, ryg, hormon- og stofskifte samt gigt).
- Kvindesygdomme, graviditet og fødsler (fødselshjælp, barselspleje, nakkefolds- og misdannelsesscanning samt sygdomme i underlivet).
- Børne- og ungesygdomme (et tilbud til de 0 - 18-årige med medicinske sygdomme samt nyfødte og for tidligt fødte børn).
- Arbejds- og socialmedicinske sygdomme (arbejdsrelaterede problemer som eksempelvis stress og fysisk belastning).

Sygehuset har desuden en Enhed for Tværfaglig Udredning og Behandling, hvor patienter får foretaget alle undersøgelser/behandlinger efter princippet "Samme dag under samme tag".
Sygehuset har også en række specialiserede behandlingstilbud, hvor patienter ofte henvises fra hele Region Sjælland:
- Effektiv behandling af svær overvægt hos børn og unge.
- Udredning af multisyge patienter (co-morbiditet)

Derudover er det ene af regionens to voldtægts centre placeret på Holbæk Sygehus.
På Holbæk Sygehus er forskning prioriteret meget højt på tværs af alle afdelinger. Forskningen foregår i samarbejde med andre forskningsinstitutioner i Danmark og forskere fra både ind- og udland.
Holbæk Sygehus har i 2015 åbnet Forskningens Hus, der skal styrke forskningsmiljøet på sygehuset.
Holbæk Sygehus er desuden et stort uddannelsessted for mange forskellige faggrupper. Fra læge- og sygeplejerskestuderende til social- og sundhedsassistenter, bioanalytikere, fysio- og ergoterapeuter, radiografer, lægesekretærer, reddere, serviceassistenter m.fl.

## Fremtidens sygehus
Alle eksisterende behandlingstilbud fortsætter på Holbæk Sygehus efter 2022. Bygningsmæssigt skal sygehuset udvikles, så de fysiske rammer gør det nemmere at drive et sygehus med patientens behov i fokus. Det kan eksempelvis ske med fleksible sengeafsnit, hvor patientens behov definerer opgaverne.